# Kris Dunn

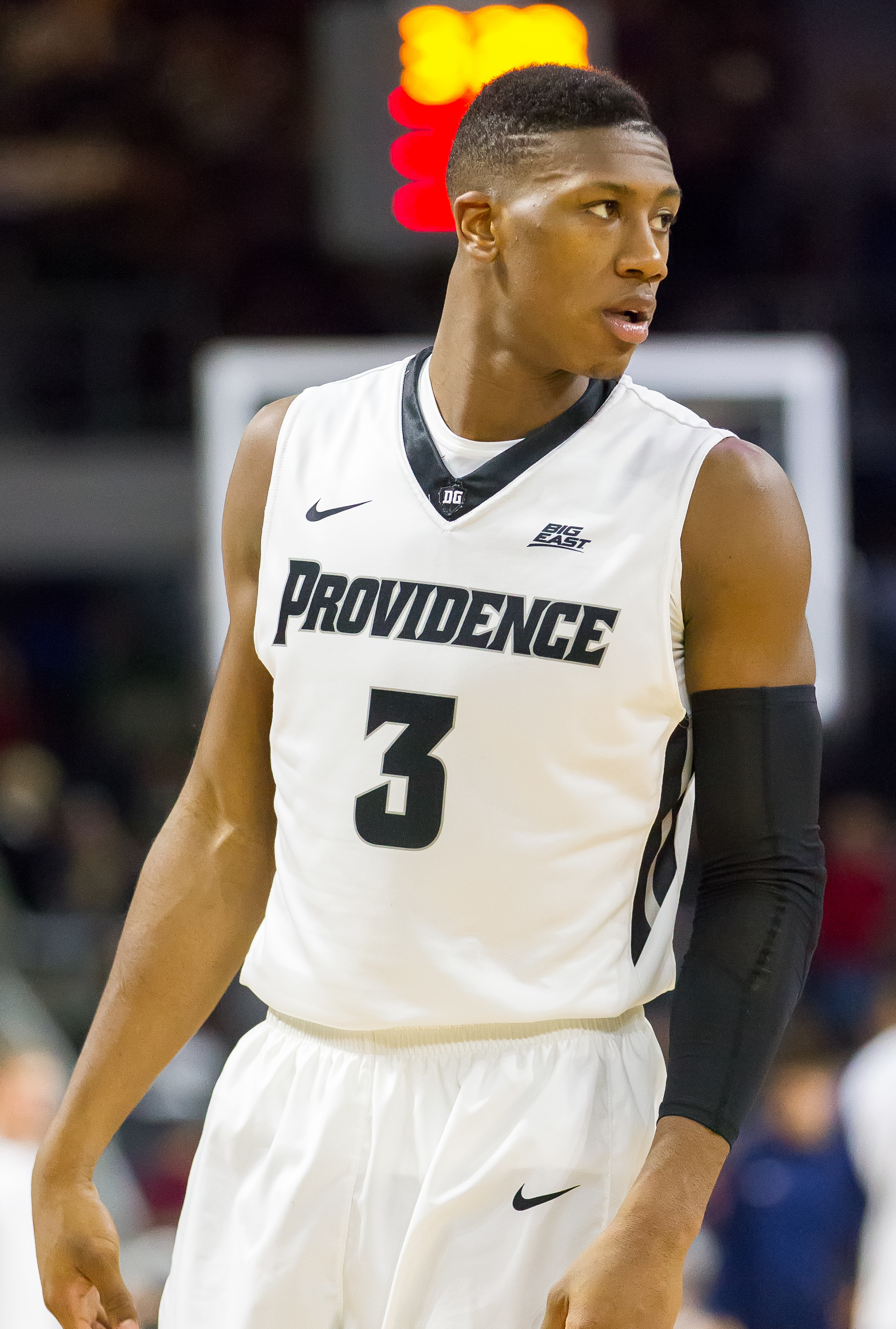
Kris Dunn, 2016.

Kristofer Michael "Kris" Dunn, född 18 mars 1994 i New London i Connecticut, är en amerikansk professionell basketspelare (PG/SG) som spelar för Los Angeles Clippers i National Basketball Association (NBA). Han har tidigare spelat för Minnesota Timberwolves, Chicago Bulls, Atlanta Hawks, Portland Trail Blazers och Utah Jazz.
Dunn draftades av Minnesota Timberwolves i första rundan i 2016 års draft som femte spelare totalt.
Innan han blev proffs studerade Dunn vid Providence College och spelade för deras idrottsförening Providence Friars.